# Raionul Jelgava
Jelgava este un raion în Letonia.